# Jérémy Mathieu
Jérémy Mathieu, född 29 oktober 1983, är en fransk före detta fotbollsspelare som avslutade karriären i den portugisiska klubben Sporting Lissabon.

## Karriär
Mathieu inledde sin professionella fotbollskarriär i FC Sochaux 2002 och kom att spela 86 ligamatcher och göra 10 ligamål för laget innan han köptes av Toulouse FC 2005. Han stannade i Toulouse till sommaren 2009 och representerade laget i 113 ligamatcher. 2007 spelade Mathieu en match för det franska B-landslaget. Mellan 2009 och 2014 spelade han för Valencia.
Den 23 juli 2014 skrev Mathieu på ett fyraårskontrakt, med option på ytterligare ett år för FC Barcelona.
Efter att FC Barcelona och Mathieu valt att gå skilda vägar, värvades Mathieu den 7 juli 2017 av portugisiska Sporting Lissabon.

## Meriter

### Sochaux
- Franska ligacupen: 2004

### Barcelona
- La Liga: 2014/2015, 2015/2016
- UEFA Champions League: 2014/2015
- Spanska cupen: 2014/2015, 2015/2016, 2016/2017
- Spanska supercupen: 2016
- UEFA Super Cup: 2015
- VM för klubblag: 2015